# Scinax danae
Scinax danae är en groddjursart som först beskrevs av William Edward Duellman 1986.  Scinax danae ingår i släktet Scinax och familjen lövgrodor. IUCN kategoriserar arten globalt som otillräckligt studerad. Inga underarter finns listade i Catalogue of Life.